# Династія Суй
Династія Суй (кит.: 隋朝) — нетривала династія імператорського Китаю, яка проіснувала з 581 по 618 рік. Суй об'єднала Південні та Північні династії, закінчивши довготривалий період розколу після падіння династії Західна Цзінь, а також заклала основи для династії Тан.
Династію заснував Ян Цзянь (відомий за часів правління як Вень-ді) — член етнічно змішаної північно-західної китайської військової аристократії, яка сформувалася під час попереднього періоду роздробленості. Столицею династії Суй  з 581 по 605 рік був Чан'ань, перейменований першим імператором на Дасін (сучасний Сіань, Шеньсі), а пізніше Лоян (605–618). Вень-ді та його наступник Ян-ді провели численні централізовані реформи, зокрема було запроваджено систему «рівних полів», спрямовану на зменшення економічної нерівності та підвищення продуктивності сільського господарства; установлено систему «п'яти департаментів і шістьох міністерств» (кит.: 五省六部), яка стала попередницею системи «трьох департаментів і шістьох міністерств»; а також стандартизовано та ре-уніфіковано карбування монет. Обидва імператори також сприяли поширенню буддизму по всій імперії. До середини правління династії щойно об’єднана імперія вступила у золоту добу свого існування з великим надлишком виробництва продукції сільського господарства, який підтримував швидке зростання кількості населення.
Довготривалою спадщиною династії Суй став Великий китайський канал. Зі східною столицею Лоян у центрі, він з’єднував розташовану на заході столицю Чан'ань з економічними та сільськогосподарськими регіонами сходу, містами Цзянду (тепер Янчжоу, Цзянсу) і Юйхан (тепер Ханчжоу, Чжецзян), а також північним кордоном імперії, розташованим поблизу сучасного Пекіна. Хоча першочерговими мотивами будівництва каналу були транспортування зернових до столиці та військова логістика, новостворена транспортна артерія сприяла розвитку внутрішньої торгівлі та культурному обміну між різними регіонами держави протягом прийдешніх століть. Одночасно із цим відбувалося розширення Великого китайського муру та будівництво східної столиці — міста Лоян. Ці мегапроєкти, на чолі яких стояла ефективна централізована бюрократія, задіяли мільйони найманих робітників.
Після серії дорогих і катастрофічних за своїми результатами військових кампаній проти Когурьо, однієї з трьох держав Кореї, які закінчилися поразкою в 614 році, династія розпалася внаслідок серії народних повстань, кульмінацією яких стало вбивство Ян-ді його міністром Юйвенем Хуацзі в 618 році. Династія, яка проіснувала лише тридцять сім років, була підірвана амбітними війнами та будівельними проєктами, які потребували надто багато ресурсів. Зокрема, за часів Ян-ді високі податки та трудові повинності, зрештою, спричинили масові повстання та, як наслідок, коротку громадянську війну.
Династію Суй часто порівнюють із династією Цінь, адже обидві успішно об'єднували Китай після періодів роздробленості. За її часів були розпочаті широкомасштабні реформи та будівельні проєкти для консолідації нової об’єднаної держави, що мало тривалий вплив на Китай ще довгий час після зникнення династії.

## Історія

### Вен-ді та заснування династії Суй
Докладніше: Ян Цзянь

### Ян-ді та повторне завоювання В'єтнаму
Докладніше: Ян Гуан

### Війни династії Суй із державою Когурьо
Докладніше: Війни династії Суй із державою Когурьо

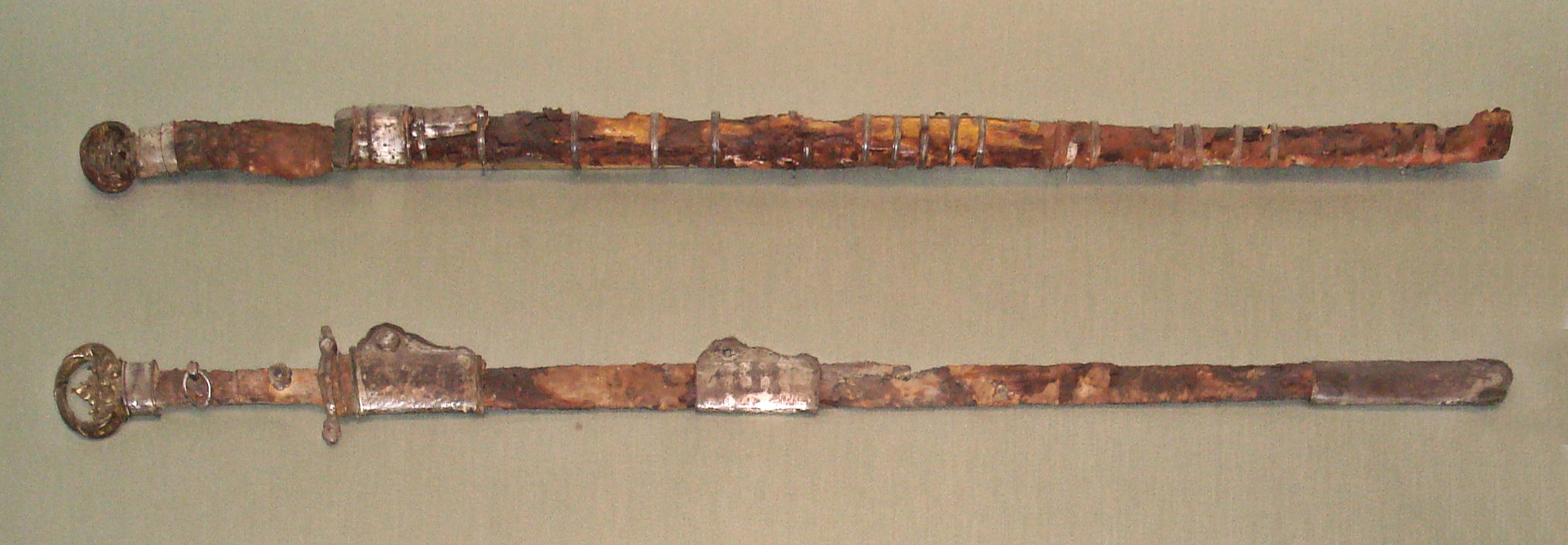
Мечі часів династії Суй, знайдені недалеко від Лояна

Династія Суй ініціювала серію масштабних військових експедицій у Когурьо, одну з трьох держав Кореї. Ян-ді залучив до походу багато солдатів. Ця армія була настільки величезною (про що йдеться в історичних текстах), що знадобилося 40 днів, щоб усі підрозділи залишили свій пункт збору біля Шаньхайгуаня перед вторгненням у Когурьо. Усього армія налічувала понад 3000 військових кораблів, до 1.15 мільйона піхоти, 50 000 кавалерії, 5000 артилерії. Військо розтягнулося на 1000 китайських миль (близько 500 км).
Кожна з чотирьох військових експедицій закінчилася невдачею, що стало причиною значного дефіциту фінансів і людських ресурсів, від якого держава ніколи не оговталася.

### Падіння династії Суй

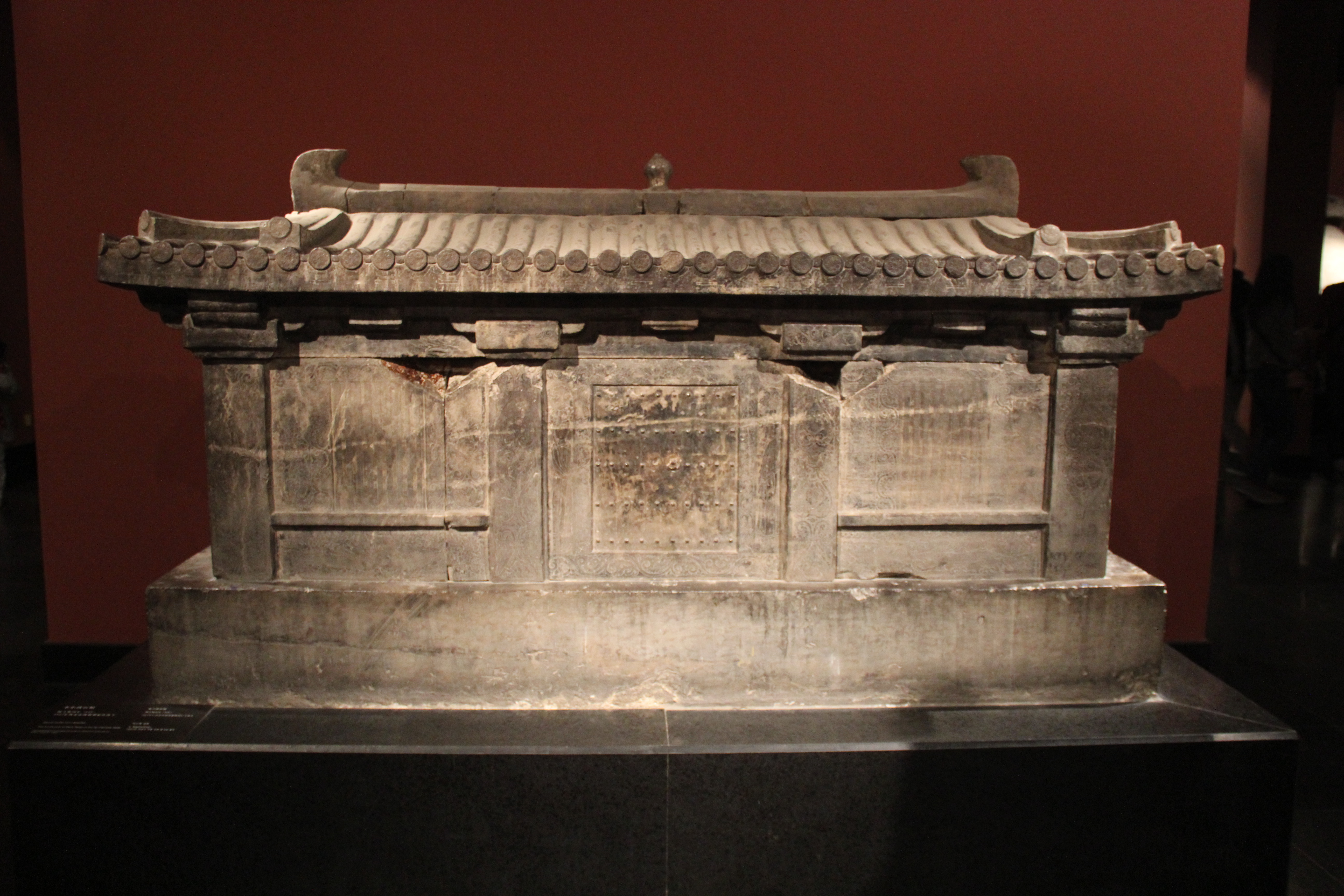
Кам‘яний саркофаг Лі Цзінсюнь —молодої принцеси династії Суй

Одним із головних будівельних проєктів, втілених в життя династією Суй, було зведення додаткових укріплень вздовж Великого китайського муру; але це, разом з іншими великими проєктами, негативно вплинуло на економіку та виснажило робочу силу. Протягом останніх кількох років правління династії Суй до повстання, яке піднялося проти неї, долучилося багатьох працездатних чоловіків з сільськогосподарських регіонів, що, у свою чергу, завдало ще більше шкоди економіці держави.
Остаточне падіння династії Суй також було спричинене численними втратами через невдалі військові експедиції проти держави Когурьо. Саме після цих поразок країна залишилася в скрутному економічному та соціальному становищі, а повстанці незабаром взяли контроль над управлінням державою в свої руки. Ян-ді був убитий у 618 році. Він був змушений вирушити у напрямку південних земель після того, як столиця опинилася під загрозою штурму, і був убитий своїми радниками із клану Юйвень.
Тим часом на півночі аристократ Лі Юань підняв повстання, яке дозволило йому зійти на престол під іменем Ґаоцзу. Так почалася історія династії Тан, однієї з найвідоміших династій Китаю.

## Культура

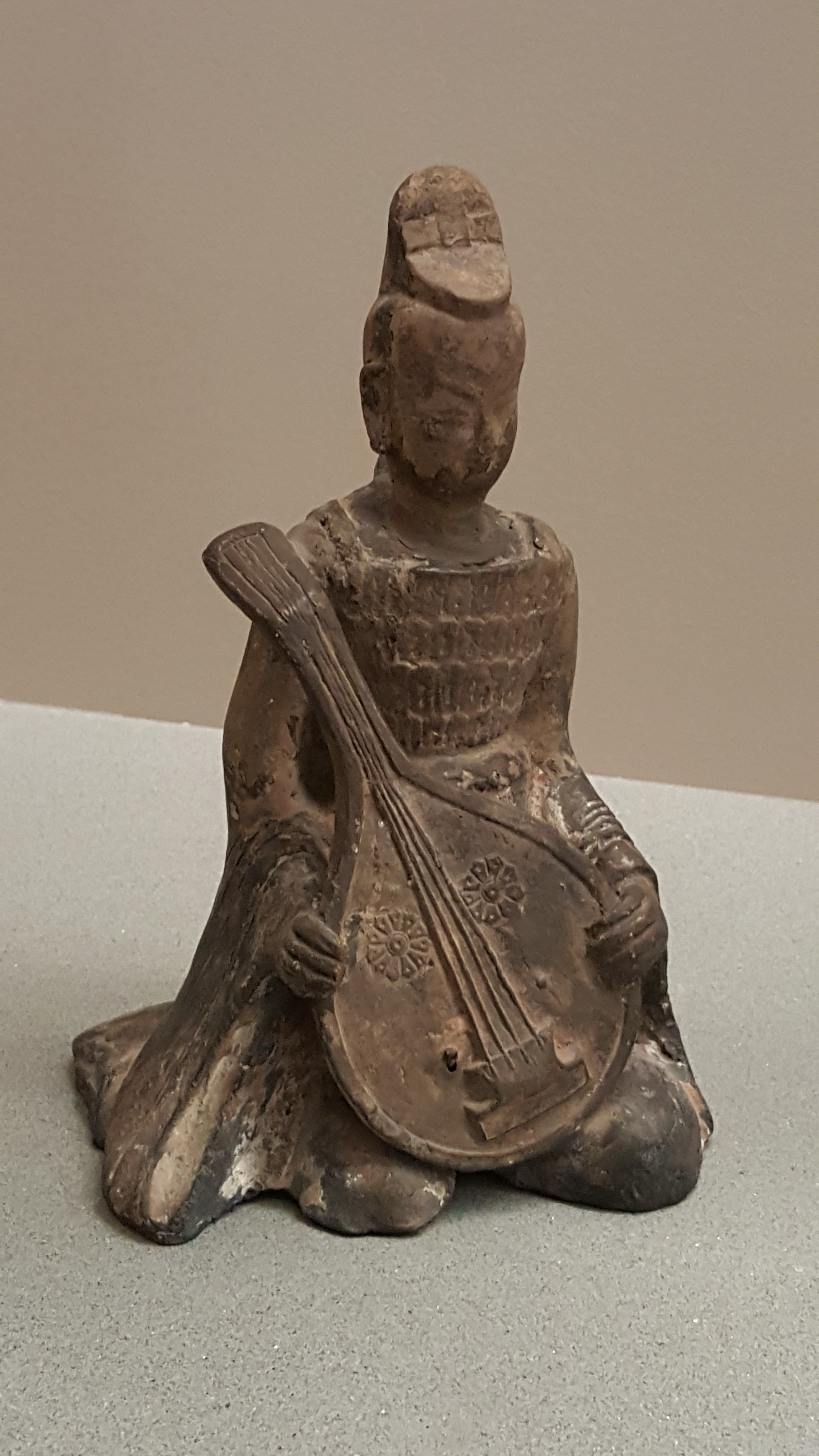
Фігурка музиканта, з популярним тогочасним інструментом в руках

Незважаючи на те, що династія Суй проіснувала відносно недовго, з точки зору культури вона знаменує собою перехід до нової культурної епохи. Багато культурних розробок, які, як можна вважати, були започатковані під час династії Суй, пізніше, за часів династії Тан, були розширені та поглиблені. Це включає не лише великі будівельні проєкти, такі як Великий мур та Великий канал, а й політичну систему, яку пізніше династія Тан втілила в життя з незначними змінами та поправками.
Існують данні, що за часів Суй проводились релігійні ритуали, які включали в себе жертвоприношення.
Під головуванням Чао Юаньфана створено перший у китайській медицині трактат із загальної патології, клініки та етіології «Чжубін юань хоулунь» («Судження про причини і симптоми усіх хвороб»).

### Даосизм
Династія Суй проводила про-даоську політику. Під час правління першого імператора династії держава пропагувала школу даосизму північного Лоугуаню, а за часів другого правителя пропагувала школу даосизму південного Шанціну, можливо, через те, що Ян-ді віддавав перевагу південній культурі.

### Буддизм

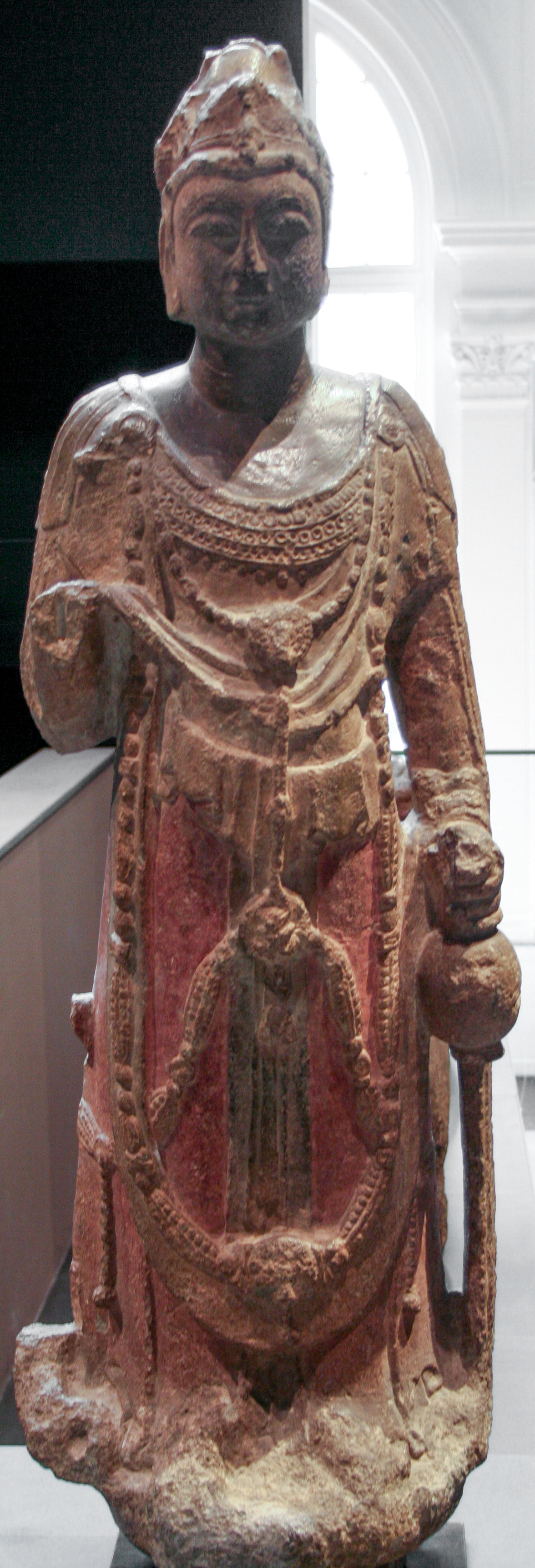
Кам’яна статуя Авалокітешвари Бодгісаттви часів династії Суй

Буддизм був популярним ще під час періодів Шістнадцяти держав та Південних та Північних династій, обидва з яких передували династії Суй. Релігійно-філософське вчення поширювалось з Індії через Кушанське царство до Китаю ще у період пізньої Хань. Буддизм набув популярності, коли централізоване політичне управління державою було обмеженим та ослабленим. Він створив культурну силу, яка вивела людей з міжусобних війн та об‘єднала їх навколо династії Суй.
У той час як джерелом ранніх буддійських традицій у Китаї були санскритські сутри з Індії, за часів династії Суй розквітнули вже місцеві китайські школи буддистської думки. Зокрема, Чжії заснував школу Тяньтай і завершив трактат під назвою «Мохе чжи гуань» (кит.: 摩訶止観), у якому він навчав суті буддистського вчення, викладеного в Сутрі Лотоса.
Вень-ді зі своєю дружиною прийняли буддизм, щоб узаконити свою імперську владу над Китаєм. Імператор приписував собі образ відомого літературного правителя Чакравартіна — буддійського монарха, який використовує військову силу лише для «очищення світу» та захисту буддистської віри. У 601 році Вень-ді розподілив буддійські реліквії серед храмів по всьому Китаю, супроводжуючи їх едиктами, які виражали його соціально-філософські цілі: «всі люди без винятку в межах Чотирьох морів можуть досягати просвітлення і разом сприяти виникненню щасливої карми, так щоб нинішнє існування призвело до щасливого майбутнього життя».

### Конфуціанство
Філософ-конфуціанець Ван Тун писав та займався просвітництвом за часів династії Суй і навіть ненадовго обіймав державну секретарську посаду. Його найвідоміша (а також єдина збережена) праця «Чжун шо» (кит.: 中說) була завершена незабаром після його смерті в 617 році.

### Поезія
Незважаючи на те, що в цей період поезія продовжувала свій розвиток, короткочасність династії Суй не дозволяє виділити сучасну їй поезію в окрему категорію з власними, несхожими на інші епохи, відмінностями. До поетів часів династії Суй належать Ян Гуан (580–618), який був останнім імператором Суй (і свого роду поетичним критиком); а також поетеса на ім'я Хоу — одна з його дружин.

## Імператори
| Посмертне ім'я     | Особисте ім'я           | Роки правління | Девіз і роки правління                                             |
| ------------------ | ----------------------- | -------------- | ------------------------------------------------------------------ |
| Вень-ді 文帝 Wéndì | Ян Цзянь 楊堅 Yáng Jiān | 581—604        | - Кайхуан (開皇 Kāihuáng) 581—600 - Женьшоу (仁壽 Rénshòu) 601—604 |
| Ян-ді 煬帝 Yángdì  | Ян Гуан 楊廣 Yáng Guǎng | 605—617        | - Дає (大業 Dàyè) 605—617                                          |
| Гун-ді 恭帝 Gōngdì | Ян Ю 楊侑 Yáng Yòu      | 617—618        | - Інін (義寧 Yìníng) 617—618                                       |